# Roy A. Tucker
Roy A. Tucker (anglès: Roy Tucker)  (Jackson, 1951 - Tucson, 5 de març de 2021) fou un astrònom americà. Prolífic descobridor d'asteroides: en va identificar 215 i codescobrir un entre 1996 i 2006. Tucker fou criat a Memphis, Tennessee. En 1966, es va fer membre de la Societat astronòmica de Memphis i cursà un màster en instrumentació científica a la Universitat de Califòrnia a Santa Barbara.
Treballa com a enginyer en el laboratori de tecnologia de la imatge de la University of Arizona.